# Hans Matheson
Hans Matheson, född 7 augusti 1975 i Stornoway i Skottland, är en brittisk skådespelare. 

## Filmografi i urval
- 1995 - The Bill
- 1996 - Poldark
- 1996 - Doktor Bramwell
- 1998 - Les Misérables
- 1998 - Still Crazy
- 2001 - Jag är Dina
- 2002 - Doktor Zjivago
- 2005 - The Virgin Queen
- 2008 - The Tudors
- 2008 -  Tess of the d'Urbervilles
- 2009 - Sherlock Holmes
- 2010 - Clash of the Titans
- 2013 - The Christmas Candle
- 2014 - 300: Rise of an Empire